# Želva plochohřbetá
Želva plochohřbetá (Notochelys platynota) je druh želvy z čeledi batagurovití a jediný druh rodu Notochelys. Jde o zranitelný taxon. Vyskytuje se v Thajsku, Vietnamu, Malajsii, Myanmaru, Singapuru a na malajských ostrovech (Sumatra, Jáva, Borneo). 
Tento druh se vyskytuje v nížinných lesích a mokřadech, včetně potoků a malých potůčků.